# Michel Calonne
Michel Calonne (Grenoble, 1927. március 28. – Henrichemont, 2019. március 4.) francia író, színész.

## Élete
A Sorbonne Egyetemen tanult, ezután fiatal művésztársaságok tagja volt, találkozott Paul Claudellel, Jacques Audibertivel, Michel de Ghelderode-vel, Boris Viannal, stb. Másfél éven át folyamatosan, vasúton utazva turnézott, s szinte naponta lépett fel azon városokban, amelyen áthaladt. Megnősült, négy gyermeke született. A turné után írodalommal kezdett foglalkozni, munkáinak témáját a mindennapi életből vette. 1992-ben ismét színész lett Grenoble-ban, hat szezont töltött a Théâtre Saint-Marie d'En-bas-nál, ahol Jean Tardieu, Samuel Beckett, Charles-Ferdinand Ramuz és Fernando Arrabal munkáiban lépett fel.
A Rhône-Alpes alkotóházat bemutató Bacchanales társulat animátora volt öt éven át. Kedvelte Jean Giono-t, Vladimir Nabokovot, Guillaume Apollinaire-t, François Rabelais-t, Tristan Egolfot, Howard Phillips Lovecraftot és Voltaire-t. A rádió és a televízió számára színdarabokat készített. Számos irodalmi díjat nyert, köztük a Jean-Giono-díjat 1991-ben Les Enfances című regényéért. 1974-ben a Pif Gadget megjelentette a Corsaire Julien című folytatásos képregényt, amely történetét Calonne írta, s a rajzoló Alexis volt. Ugyanebben az évben a lap szerkesztősége rábízta a Mannix című amerikai televíziós sorozat képregényadaptációja szövegének elkészítését is, ennek rajzolója José de Huéscar volt.
Magyarul egyetlen tudományos-fantasztikus elbeszélése jelent meg a Galaktika 44. számában, 1982-ben Az ikrek címmel.

## Fordítás
- Ez a szócikk részben vagy egészben  a   Michel Calonne című francia Wikipédia-szócikk ezen változatának fordításán alapul.  Az eredeti cikk szerkesztőit annak laptörténete sorolja fel. Ez a jelzés csupán a megfogalmazás eredetét és a szerzői jogokat jelzi, nem szolgál a cikkben szereplő információk forrásmegjelöléseként.